# Gersindis van Forcalquier
Gersindis van Forcalquier, ook Gersindis van Sabran genoemd, (circa 1180 - 1242) was in 1209 enkele maanden gravin van Forcalquier. Zij behoorde tot het huis Urgell.

## Levensloop
Gersindis was de dochter van Raymond I van Sabran, heer van Caylar en Ansouis, uit diens huwelijk met Gersindis van Forcalquier. Ze was de erfgename van haar grootvader, graaf Willem IV van Forcalquier.
Ze was dertien jaar toen haar grootvader en diens broer Bertrand II gedwongen werden om het Verdrag van Aix-en-Provence te ondertekenen, waarin gestipuleerd werd dat zij de erfgename werd van het graafschap Forcalquier en moest huwen met graaf Alfons II van Provence, een zoon van koning Alfons II van Aragón. In 1196 werd hun huwelijk gevierd. Alfons II en Gersindis zouden zeker twee kinderen krijgen: Raymond Berengarius V (1198-1245), die later graaf van Provence en Forcalquier werd, en Gersindis, de latere echtgenote van burggraaf Willem II van Béarn.
In 1209 stierven zowel haar echtgenoot Alfons II als haar grootvader Willem IV. Gersindis werd hierdoor gravin van Forcalquier en haar minderjarige zoon Raymond Berengarius graaf van Provence. Haar zoon stond onder de voogdij van koning Peter II van Aragón, die zijn broer Sancho van Roussillon aanstelde als regent van Provence. Korte tijd later, op 30 november 1209, stond Gersindis haar rechten op Forcalquier af aan Raymond Berengarius, die vanaf dan regeerde over twee derde van de Provence.
In 1213 sneuvelde Peter II. Diens minderjarige zoon Jacobus I werd de nieuwe koning van Aragón. Sancho van Roussillon nam het regentschap van Jacobus op zich en stelde zijn zoon Nuno aan tot de nieuwe regent van Provence. Nuno leek van plan om Raymond Berengarius opzij te schuiven om zelf graaf van Provence te worden. De Provençaalse adel begon zich te roeren en koos de zijde van Gersindis. Ze zetten Nuno af en installeerden in zijn plaats Gersindis, die aan het hoofd kwam te staan van een regentenraad. In 1217 begon Raymond Berengarius V zelfstandig te regeren. 
Rond 1225 trok Gersindis zich terug in de Abdij van La Celle. Ze gold eveneens als een promotor van Occitaanse literatuur en ondersteunde verschillende troubadours. Ook schreef ze lyriek en werd ze beschouwd als een trobairitz, een vrouwelijke troubadour. Gersindis overleed rond het jaar 1242.
- Bibliothèque nationale de France: cb139423279 (data)
- Gemeinsame Normdatei: 1051289270
- International Standard Name Identifier: 0000 0003 5495 5569
- Library of Congress Control Number: n2009045144
- MusicBrainz: 6e8dd662-e142-44a4-8313-dc40c5f569e4
- Virtual International Authority File: 71582636
- WorldCat: E39PCjtwWdfHxPbHFf3mrGbxtC